# Jacopo della Quercia

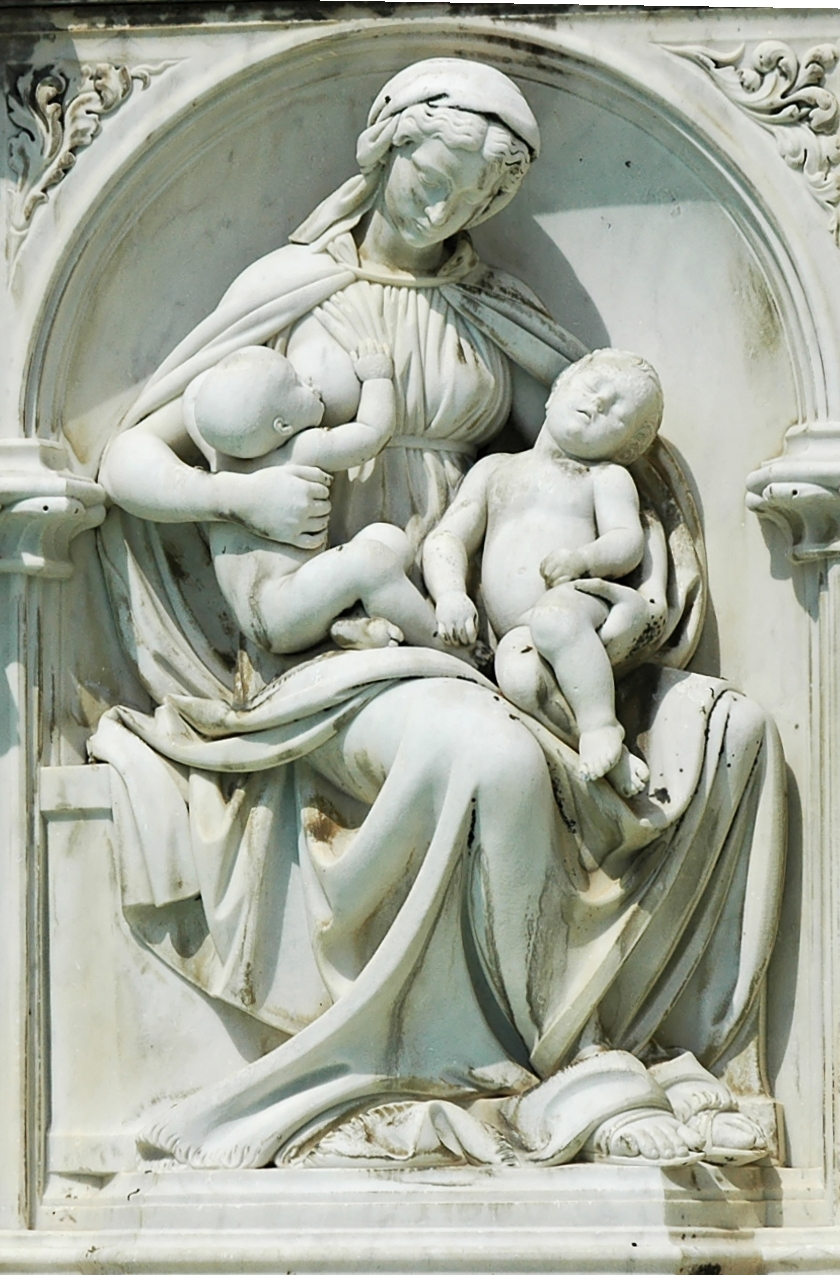
Paneel van de Fontein der Vreugde op het Piazza del Campo in Siena

Jacopo della Quercia (ca. 1374 - 20 oktober 1438) was een Italiaans beeldhouwer uit de Italiaanse renaissance. Hij wordt beschouwd als een voorloper van Michelangelo.
In zijn sculpturen zoekt Jacopo della Quercia naar een synthese tussen de gotische beeldhouwkunst van Giovanni Pisano en de op klassieke voorbeelden geïnspireerde Florentijnse beeldhouwers uit de renaissance. Hij is vooral bekend om zijn monumentale, van grote vitaliteit doordrongen figuren. Hij kreeg niet meteen volgelingen, maar in het werk van Michelangelo vinden we gelijkaardige stijlkenmerken terug.

## Werken
In 1401 nam hij deel aan de competitie voor bekleding van de noordelijke deuren voor het Baptisterium in Florence, tezamen met zes andere goudsmeden en beeldhouwers uit Toscane. De deuren aan de zuidkant zijn de oudste en zijn ontworpen door Andrea Pisano en tussen 1330 en 1336 aangebracht. De deuren aan de oostkant werden 20 jaar later ontworpen. De tegel van Jacopo della Quercia werd niet gekozen en de strijd ging verder tussen Brunelleschi en Ghiberti.
Tussen 1408 en 1419 werkte hij aan de Fonta Gaia op het Piazza del Campo in Siena, een rijk met beeldreliëfs versierd fonteinbekken. Maria met kind staat centraal met rondom christelijke en wereldlijke deugden, scènes uit het scheppingsverhaal en de ontstaansgeschiedenis van Siena.

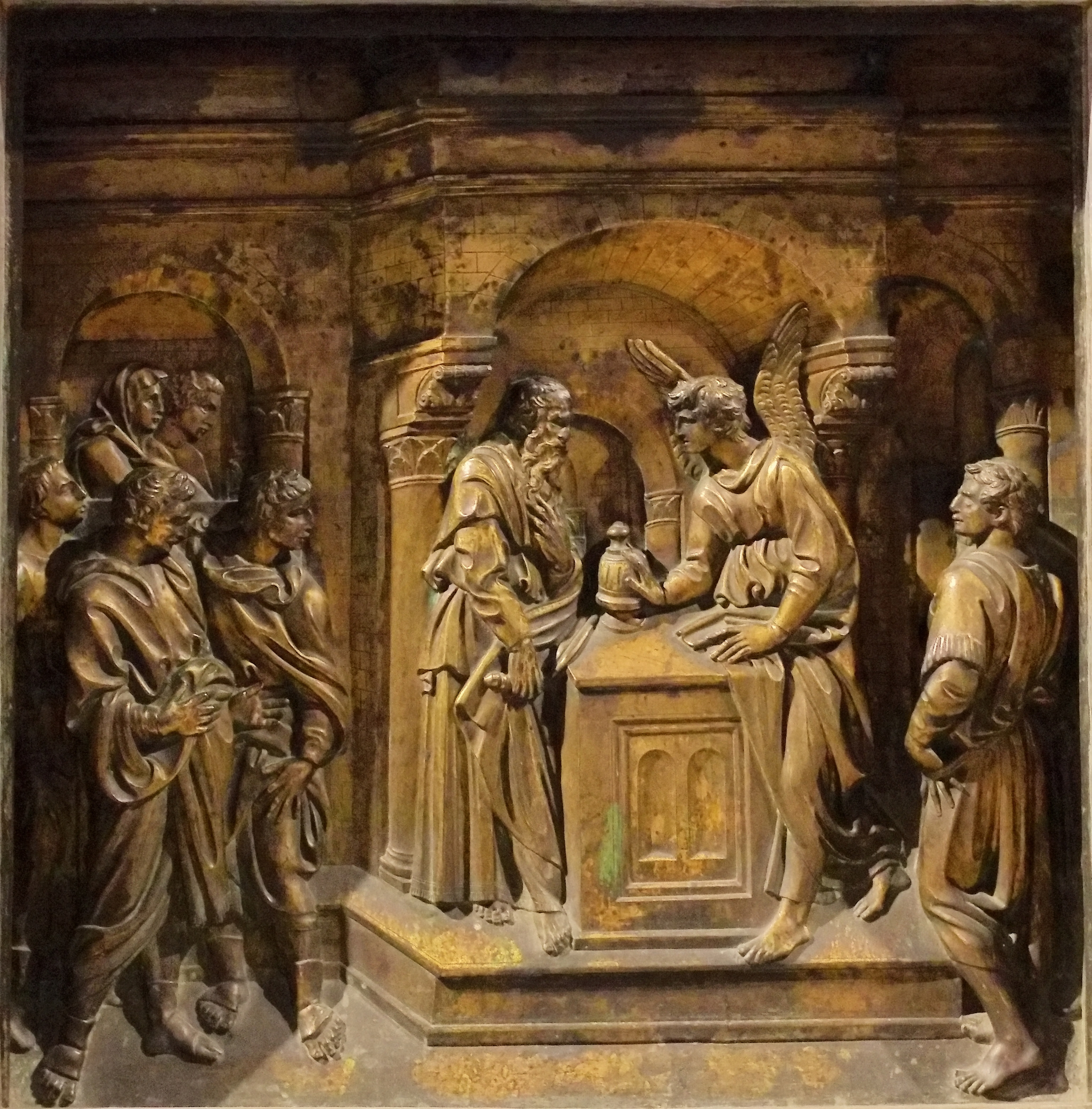
Verkondiging aan Zacharias en vijf profeten, Baptisterium in Siena

Van 1417 tot 1431 werkte Jacopo della Quercia aan het ontwerp en de uitvoering van het doopvont in het Baptisterium in Siena. Dit zeshoekig bekken - gemaakt van marmer, brons en email - is een voorbeeld van Renaissancebeeldhouwkunst van de vroege vijftiende eeuw. Bovenop staat een beeld van Johannes de Doper. Het bekken is versierd met bas-reliëfs met scènes uit het leven van Johannes de Doper. Uitgaande van het bas-reliëf tegenover het altaar zijn dit, rechtsom draaiend:
- Verkondiging aan Zacharias en vijf profeten van de hand van Jacopo della Quercia
- Geboorte van Johannes de Doper van Giovanni di Turino
- Preek van Johannes de Doper van Giovanni di Turino
- Doop van Christus van Ghiberti
- Gevangenneming van Johannes de Doper van Ghiberti
- Gastmaal van Herodes van Donatello

In de Collegiata kerk in San Gimignano staan van hem twee beschilderde, houten beelden van de aartsengel Gabriël en Maria, die tezamen de Annunciatie voorstellen. Deze beelden zijn tussen 1421 en 1426 vervaardigd.
Van 1425 tot 1434 werkte hij aan de inrichting van de Porta Magna van de Sint-Petroniusbasiliek in Bologna.
Daarnaast zijn er van Jacopo della Quercia veel werken te vinden in het Museo dell'Opera Metropolitana in Siena, in Lucca en in Massa. Buiten Italië staan er werken van hem in onder andere het Louvre in Parijs en in de National Gallery of Art in Washington.
- Bibsys: 90577211
- Biblioteca Nacional de España: XX1300992
- Bibliothèque nationale de France: cb14966189t (data)
- Gemeinsame Normdatei: 118940147
- International Standard Name Identifier: 0000 0001 1573 2579
- KulturNav: a545e1de-b318-40fc-a39e-c1e02913c725
- Library of Congress Control Number: n79041968
- Nationale Bibliotheek van Tsjechië: xx0323730
- Nationale Bibliotheek van Israël: 987007355651805171
- Nationale Bibliotheek van Polen: a0000002596338
- Nederlandse Thesaurus van Auteursnamen: 070994846
- Réseau des bibliothèques de Suisse occidentale: 02-A000049453
- RKD-Nederlands Instituut voor Kunstgeschiedenis: 65232
- Istituto Centrale per il Catalogo Unico: CUBV055002
- SNAC: w6mk7fh1
- Système universitaire de documentation: 033444870
- Union List of Artist Names: 500026501
- Virtual International Authority File: 66737643
- WorldCat: E39PBJdCpkpxMDmRF8tk4ptHYP